# Ребрик, Николай Фёдорович
Николай Фёдорович Ребрик (1916—1998) — партийный деятель, председатель Смоленского промышленного облисполкома (1962—1964).

## Биография
Николай Ребрик родился 30 января 1916 года в Севастополе. Окончил семь классов школы и работал учителем в неполной средней школы. Позднее окончил Московский институт инженеров хлебопекарной промышленности и работал главным инженером Смоленского областного треста «Росглавхлеб». В годы Великой Отечественной войны проживал и работал в Казани, затем вернулся в Смоленск на прежнюю должность, с августа 1948 года возглавлял этот трест. Окончил Высшую партийную школу при ЦК КПСС.
С 1950 года — на партийной работе. Первоначально Ребрик занимал должность заместителя заведующего промышленным отделом Смоленского обкома КПСС, затем работал первым секретарём Сафоновского горкома КПСС, начальником Смоленского областного управления капитального строительства, начальником Смоленского областного управления сельского хозяйства, начальником Смоленского областного управления пищевой промышленности.
С марта 1957 по январь 1962 годов Ребрик работал председателем Смоленского горисполкома, затем был секретарём Смоленского обкома КПСС по промышленности. Когда был создан Смоленский промышленный облисполком, он был избран его председателем. После его ликвидации Ребрик работал директором Оршанского мясоконсервного комбината. В 1966 году Ребрик вернулся в Смоленск, где руководил сначала Смоленским облкомхозом, а с марта 1970 года — Смоленской областной плановой комиссией. В марте 1980 года выше на пенсию. Избирался депутатом Верховного Совета РСФСР. Скончался 1 апреля 1998 года, похоронен на Новом кладбище Смоленска.
Был также награждён орденом Трудового Красного Знамени, двумя орденами «Знак Почета» и рядом медалей.